# Lijst van nummer 1-hits in Australië in 2003
Deze hits stonden in 2003 op nummer 1 in de ARIA Charts, de bekendste hitlijst in Australië.
| Datum        | Artiest                        | Titel                   |
| ------------ | ------------------------------ | ----------------------- |
| 5 januari    | Eminem                         | Lose Yourself           |
| 12 januari   | Eminem                         | Lose Yourself           |
| 19 januari   | Eminem                         | Lose Yourself           |
| 26 januari   | Eminem                         | Lose Yourself           |
| 2 februari   | Eminem                         | Lose Yourself           |
| 9 februari   | Eminem                         | Lose Yourself           |
| 16 februari  | Eminem                         | Lose Yourself           |
| 23 februari  | Eminem                         | Lose Yourself           |
| 2 maart      | Eminem                         | Lose Yourself           |
| 9 maart      | Christina Aguilera             | Beautiful               |
| 16 maart     | Delta Goodrem                  | Lost Without You        |
| 23 maart     | t.A.T.u.                       | All the Things She Said |
| 30 maart     | Delta Goodrem                  | Lost Without You        |
| 6 april      | t.A.T.u.                       | All the Things She Said |
| 13 april     | 50 Cent                        | In da Club              |
| 20 april     | 50 Cent                        | In da Club              |
| 27 april     | 50 Cent                        | In da Club              |
| 4 mei        | 50 Cent                        | In da Club              |
| 11 mei       | 50 Cent                        | In da Club              |
| 18 mei       | Justin Timberlake              | Rock Your Body          |
| 25 mei       | Evanescence                    | Bring Me to Life        |
| 1 juni       | Evanescence                    | Bring Me to Life        |
| 8 juni       | Evanescence                    | Bring Me to Life        |
| 15 juni      | Evanescence                    | Bring Me to Life        |
| 22 juni      | Evanescence                    | Bring Me to Life        |
| 29 juni      | Evanescence                    | Bring Me to Life        |
| 6 juli       | Delta Goodrem                  | Innocent Eyes           |
| 13 juli      | Delta Goodrem                  | Innocent Eyes           |
| 20 juli      | R. Kelly                       | Ignition (Remix)        |
| 27 juli      | R. Kelly                       | Ignition (Remix)        |
| 3 augustus   | R. Kelly                       | Ignition (Remix)        |
| 10 augustus  | R. Kelly                       | Ignition (Remix)        |
| 17 augustus  | R. Kelly                       | Ignition (Remix)        |
| 24 augustus  | R. Kelly                       | Ignition (Remix)        |
| 31 augustus  | The Black Eyed Peas            | Where Is the Love?      |
| 7 september  | The Black Eyed Peas            | Where Is the Love?      |
| 14 september | The Black Eyed Peas            | Where Is the Love?      |
| 21 september | The Black Eyed Peas            | Where Is the Love?      |
| 28 september | Dido                           | White Flag              |
| 5 oktober    | Delta Goodrem                  | Not Me, Not I           |
| 12 oktober   | The Black Eyed Peas            | Where Is the Love?      |
| 19 oktober   | The Black Eyed Peas            | Where Is the Love?      |
| 26 oktober   | Australian Idol - The Final 12 | Rise Up                 |
| 2 november   | Australian Idol - The Final 12 | Rise Up                 |
| 9 november   | Australian Idol - The Final 12 | Rise Up                 |
| 16 november  | Kylie Minogue                  | Slow                    |
| 23 november  | Britney Spears & Madonna       | Me Against the Music    |
| 30 november  | Britney Spears & Madonna       | Me Against the Music    |
| 7 december   | Guy Sebastian                  | Angels Brought Me Here  |
| 14 december  | Guy Sebastian                  | Angels Brought Me Here  |
| 21 december  | Guy Sebastian                  | Angels Brought Me Here  |
| 28 december  | Delta Goodrem                  | Predictable             |